# Georg Krauß (Industrieller)

Georg Krauß

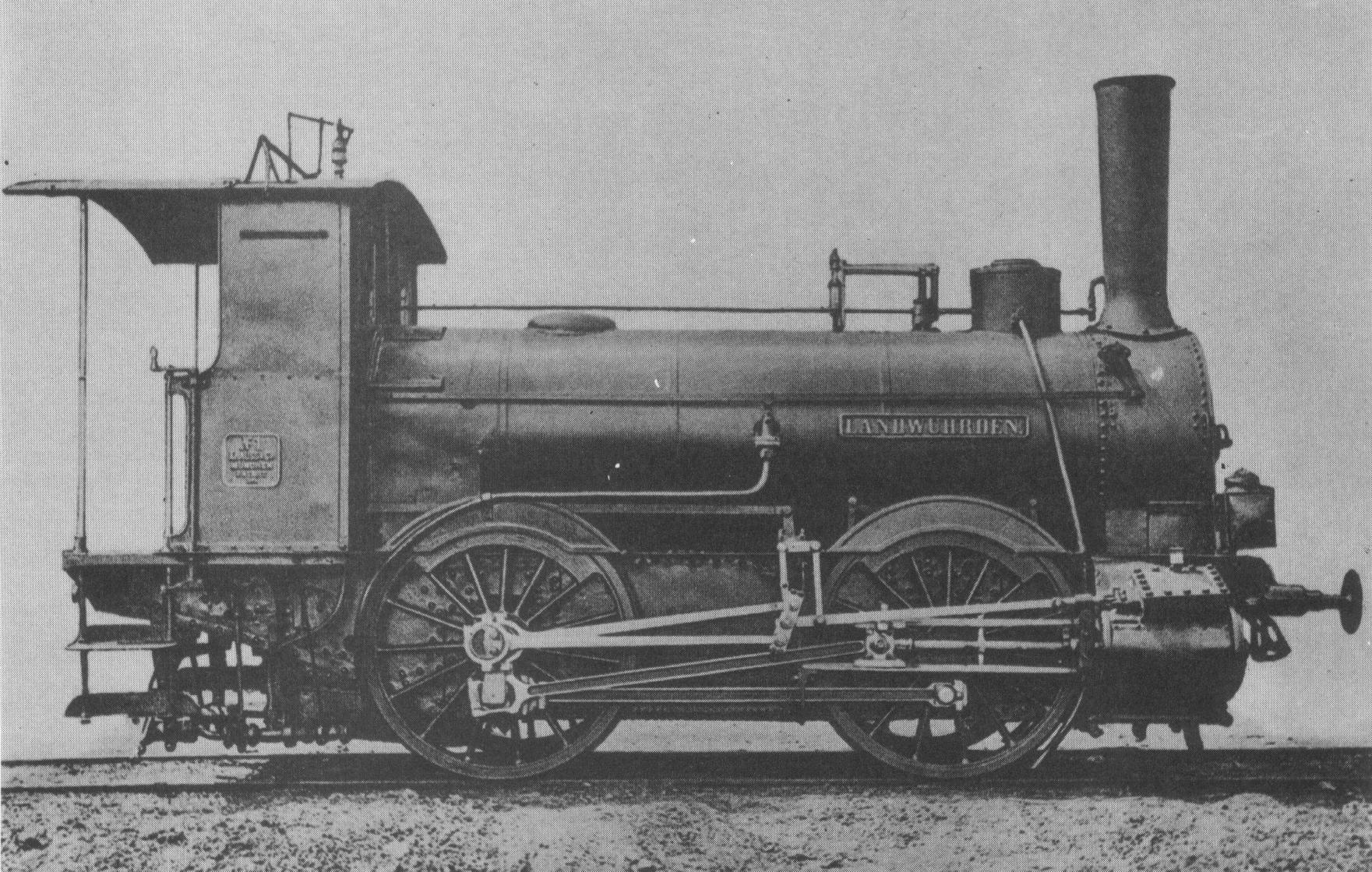
Die Landwührden, die erste von Krauss hergestellte Lokomotive

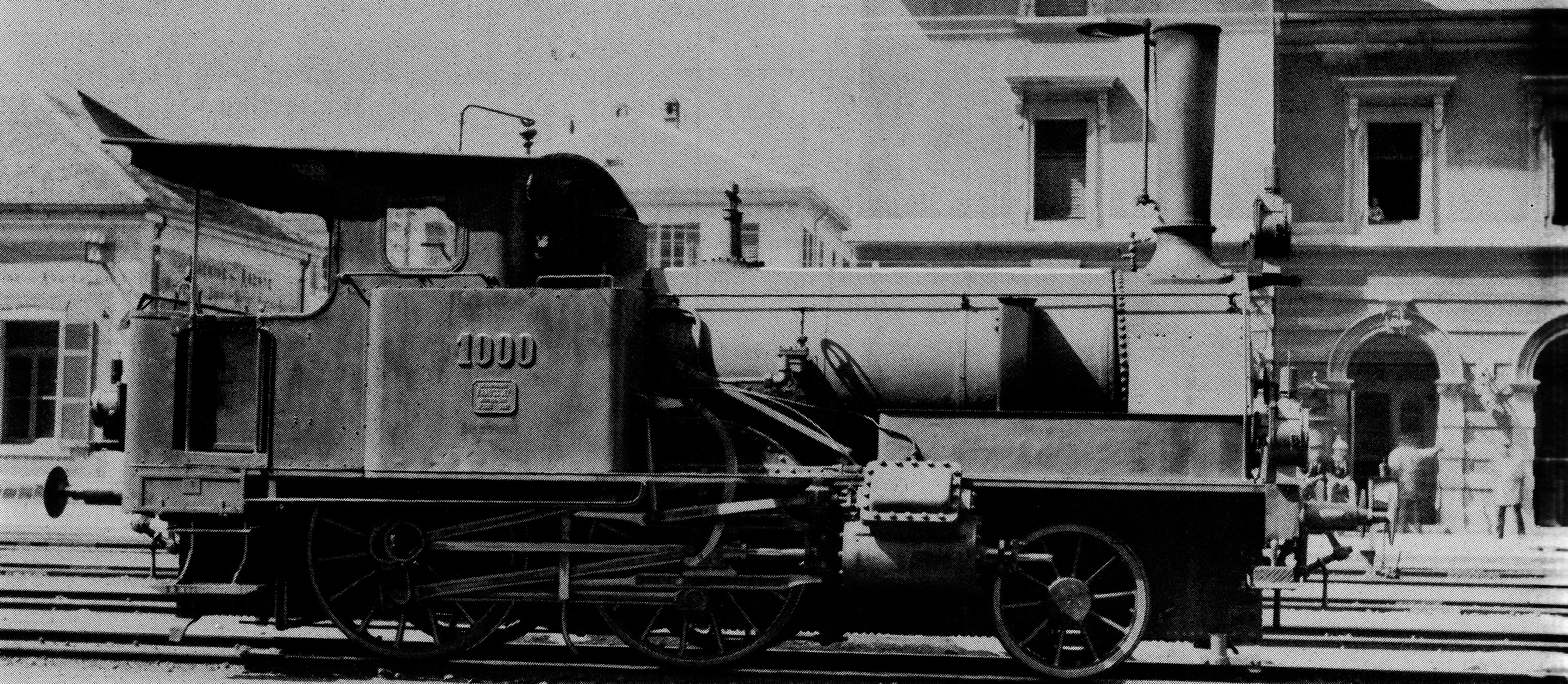
Die 1000. von Krauss & Cie. gebaute Lokomotive im Besitz der Gotthardbahn

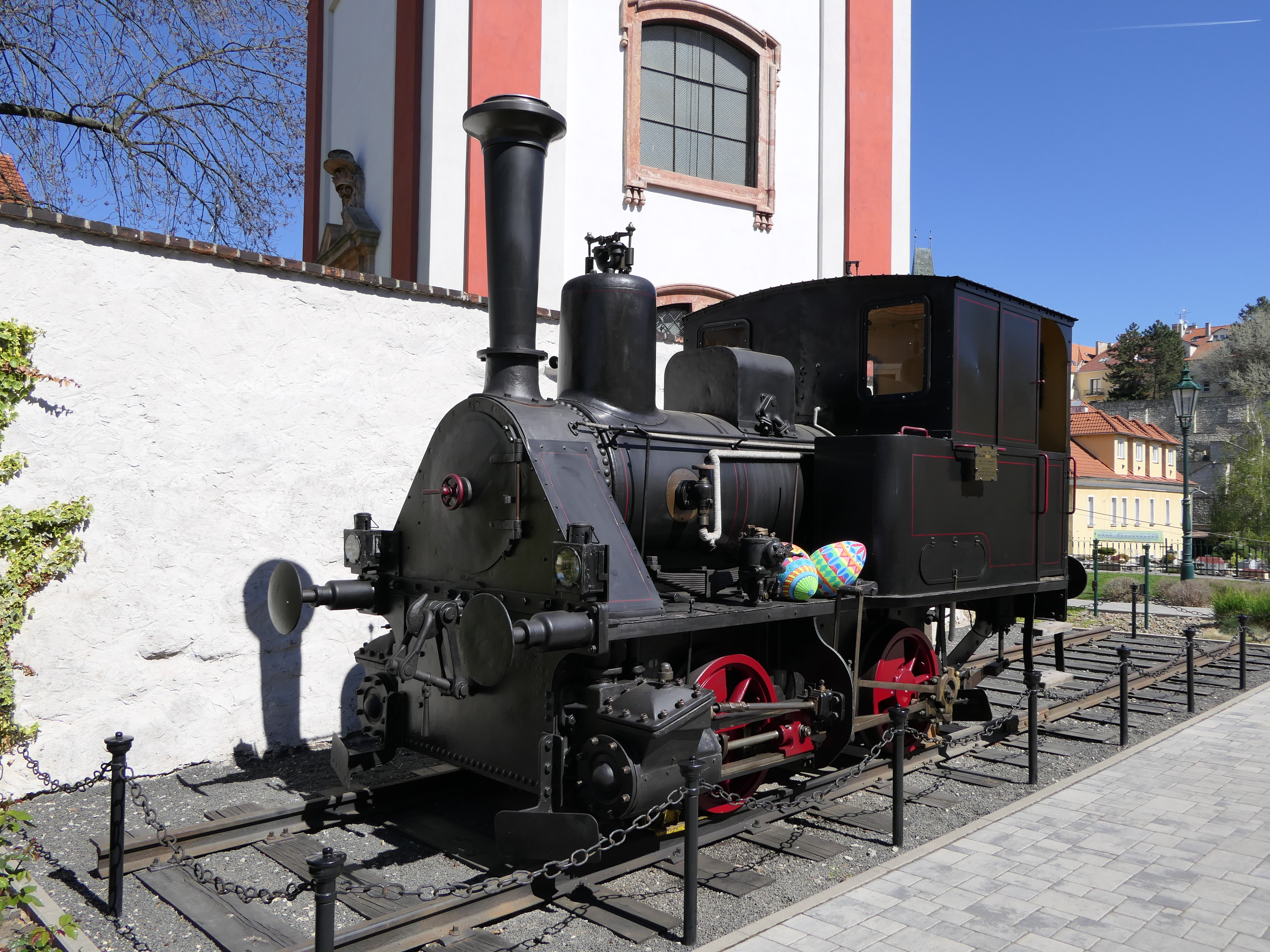
Lokomotive Krauss Bn2t Nr. 3625 von 1897 in Litoměřice

Georg Krauß, seit 1905 Ritter von Krauß, (* 25. Dezember 1826 in Augsburg; † 5. November 1906 in München) war ein deutscher Maschinenbau-Unternehmer und Gründer der Lokomotivfabriken Krauß & Comp. in München und Linz (Oberösterreich).
Die Schreibweise Krauss für die Lokomotivfabrik hat sich erst später wegen der Verwendung von Großbuchstaben auf den Fabrikschildern eingebürgert.

## Die Anfänge
Georg Krauß war das älteste von vier Kindern des Webermeisters Johann Georg Friedrich Krauß und dessen Frau Anna Margarethe Krauß geb. Stahl. Nach dem Besuch der Volksschule kam er an die 1833 gegründete Königlich Bayerische Polytechnische Schule Augsburg (eine Vorgängerin der heutige Hochschule Augsburg). Nach dem Abschluss der Schulausbildung arbeitete er von 1847 bis 1849 als Schlosser in der Lokomotivfabrik von Joseph Anton von Maffei in München, anschließend als Lokomotivführer und Obermaschinenmeister bei der Königlich Bayerischen Staatsbahn in Hof, Kempten und Lindau. Ein entscheidender Schritt in seiner Entwicklung war ab 1857 seine Tätigkeit als Leitender Maschinenmeister bei der Schweizerischen Nordostbahn in Zürich, wo er mit Unterstützung von Professoren des Eidgenössischen Polytechnikums seine ersten vier Lokomotiven baute. Von dort aus bereitete er schon die Gründung seines Unternehmens in München vor. Trotz des heftigen Widerstands des bereits etablierten Maffei gelang ihm die Kapitalbeschaffung und am 17. Juni 1866 die Gründung sowie der Bau der Fabrik auf dem Marsfeld in München-Neuhausen.
1872 eines Zweigwerks am Südbahnhof in München und eines weiteren Werks 1880 im österreichischen Linz, um die hohen Einfuhrzölle der Donaumonarchie zu umgehen. 1867 wurde die erste Lokomotive ausgeliefert, die Landwührden, die im gleichen Jahr bei der Weltausstellung in Paris eine Goldene Medaille errang. 1882 folgte die 1000. Lokomotive und 1904 bereits die 5000.

## Weitere Erfolge
Krauß war nicht nur ein erfolgreicher Lokomotivenhersteller, sondern unterstützte auch andere technische Entwicklungen, wie die ersten Kältemaschinen von Carl Linde, beteiligte sich am Ausbau von Bahnstrecken in Sachsen, Thüringen und im Elsass, an der Umstellung der Pferdetrambahn auf Dampfantrieb in München und Wien, der Chiemseebahn und der Localbahn AG. Ferner zählte er 1876 zu den Mitbegründern des Bayerischen Bezirksvereins des Vereins Deutscher Ingenieure (VDI). Dem VDI war er bereits 1867 beigetreten. Er unterstützte 1903 großzügig mit 100.000 Mark und dem Rückkauf seiner ersten Lokomotive Landwührden die Gründung des Deutschen Museums.

## Schicksalsschläge
Seine erste Frau Lydia starb 1876, sein einziger Sohn Conrad (* 1857) nach einem Unfall 1885 in Antwerpen. Daraufhin wandelte Krauß sein Unternehmen 1887 in eine Aktiengesellschaft um und zog sich aus der aktiven Unternehmensführung zurück. Er blieb jedoch bis zu seinem Tod Aufsichtsratsvorsitzender.
Auf dem Grabstein des Krauss'schen Familiengrabs an der Friedhofsmauer des Münchner Nordfriedhofs (heutiger Alter Nordfriedhof) sind Georg „Krauss“ und sein Sohn „Konrad“ bereits in dieser Schreibweise aufgeführt.

## Ehrungen
Bereits 1880 erhielt er das Ritterkreuz I. Klasse des Großherzogtums Sachsen-Weimar, sowie den Ehrentitel Kommerzienrat von König Ludwig II. (Bayern) für seine Verdienste. 1903 folgte der bayerische Verdienstorden vom Hl. Michael III. Klasse, und mit der Verleihung des Ritterkreuzes des Verdienstordens der Bayerischen Krone stieg er am 6. März 1905 in den Adelsstand auf. Die Technische Hochschule München verlieh ihm die Ehrendoktorwürde (als Dr.-Ing. E. h.), der Verein Deutscher Ingenieure im Jahr 1896 die Grashof-Denkmünze.

## Ein Leben mit Weitblick
Noch 1905 beschloss Krauß die Verlagerung der Fabrik vom engen Stadtzentrum hinaus nach Allach, wo heute noch immer Nachfolgeunternehmen tätig sind, insbesondere die Siemens Mobility. Die Fertigstellung des Deutschen Museums und den Umzug nach Allach erlebte er nicht mehr. Am 5. November 1906 starb der prominente Unternehmer kurz vor seinem 80. Geburtstag in München. Sein Freund und einer seiner ersten Mitarbeiter, Carl von Linde, übernahm den Vorsitz im Aufsichtsrat. Seine Werke stellten von 1866 bis zur Übernahme von Firma und Geschäft, nicht jedoch des Werks und der Mitarbeiter der Lokomotiven- und Maschinenfabrik J.A. Maffei 1931 insgesamt 7186 Lokomotiven her. Nach der Übernahme dieser Reste des insolventen Mitbewerbers firmierte sein Unternehmen als Lokomotivfabrik Krauß & Comp. – J.A. Maffei A.-G.